# Мано (коммуна)
Мано́ (фр. Manot) — коммуна во Франции, находится в регионе Пуату — Шаранта. Департамент — Шаранта. Входит в состав кантона Рюэль-сюр-Тувр. Округ коммуны — Ангулем.
Код INSEE коммуны — 16205.
Коммуна расположена приблизительно в 350 км к югу от Парижа, в 75 км южнее Пуатье, в 50 км к северо-востоку от Ангулема.

## Население
Население коммуны на 2008 год составляло 594 человека.
| 1962 | 1968 | 1975 | 1982 | 1990 | 1999 | 2008 |
| ---- | ---- | ---- | ---- | ---- | ---- | ---- |
| 708  | 681  | 672  | 590  | 584  | 577  | 594  |

## Администрация
| Период | Период | Фамилия       | Партия | Примечания |
| ------ | ------ | ------------- | ------ | ---------- |
| 1995   | 2008   | Мишель Ласку  |        |            |
| 2008   | 2014   | Жан-Люк Дедьё |        | бухгалтер  |

## Экономика
В 2007 году среди 363 человек в трудоспособном возрасте (15—64 лет) 240 были экономически активными, 123 — неактивными (показатель активности — 66,1 %, в 1999 году было 63,6 %). Из 240 активных работали 206 человек (115 мужчин и 91 женщина), безработных было 34 (17 мужчин и 17 женщин). Среди 123 неактивных 28 человек были учениками или студентами, 35 — пенсионерами, 60 были неактивными по другим причинам.

## Достопримечательности
- Церковь Сен-Марсьяль (XII век). Исторический памятник с 1985 года[3]
  - Каменная купель (XVI век), украшенная резным орнаментом. Диаметр — 130 см, высота — 72 см. Исторический памятник с 1933 года[4]
  - Картина «Святой Рох» (XIX век). Размеры — 142×100 см (с рамой). Исторический памятник с 2004 года[5]
  - Картина «Святой Иоанн Креститель» (XIX век). Размеры — 315×215 см (с рамой). Исторический памятник с 2004 года[6]
  - Картина «Воскресение Девы Марии» (XIX век). Размеры — 142×100 см (с рамой). Исторический памятник с 2004 года[7]

## Фотогалерея

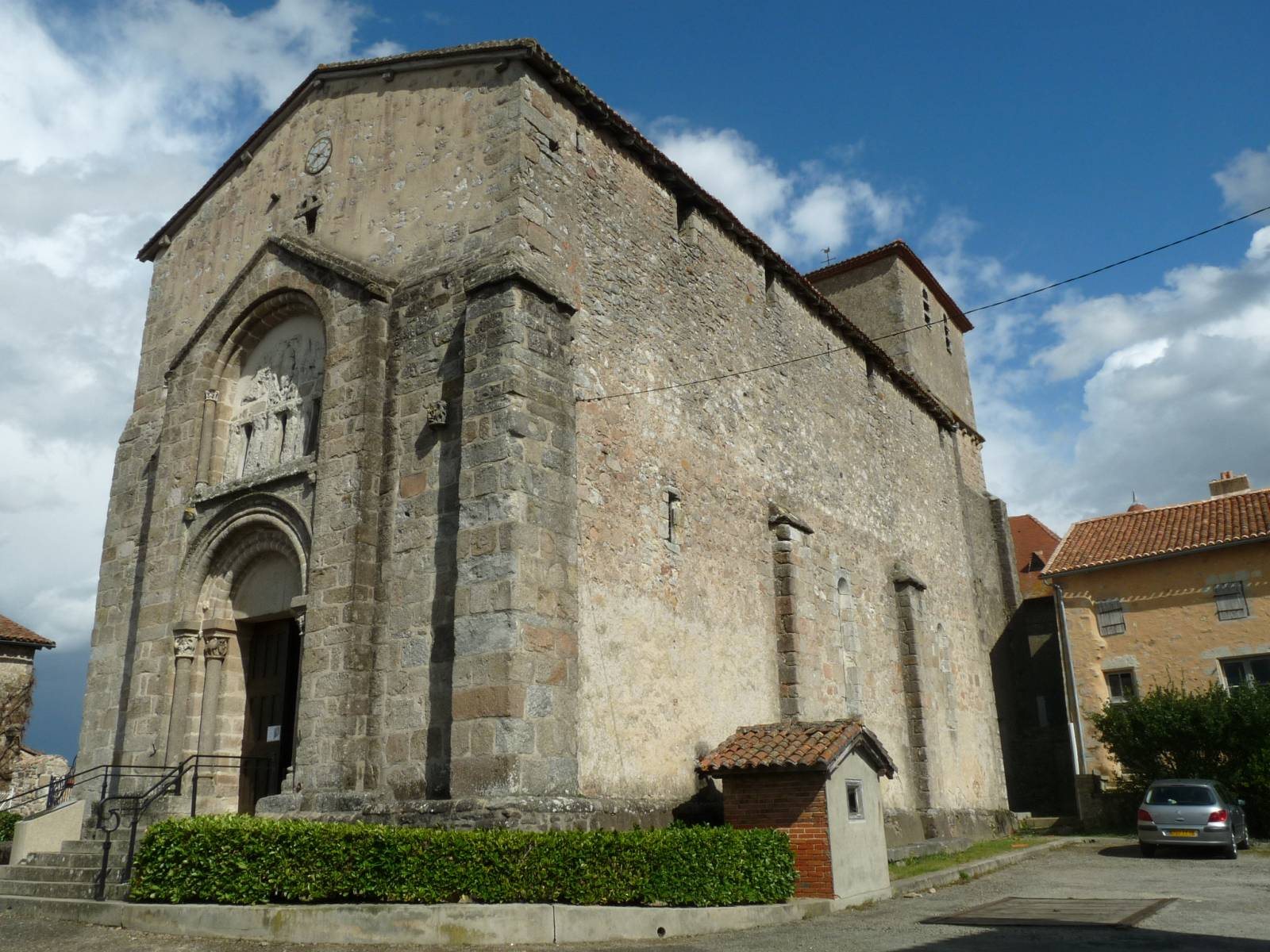
Церковь Сен-Марсьяль
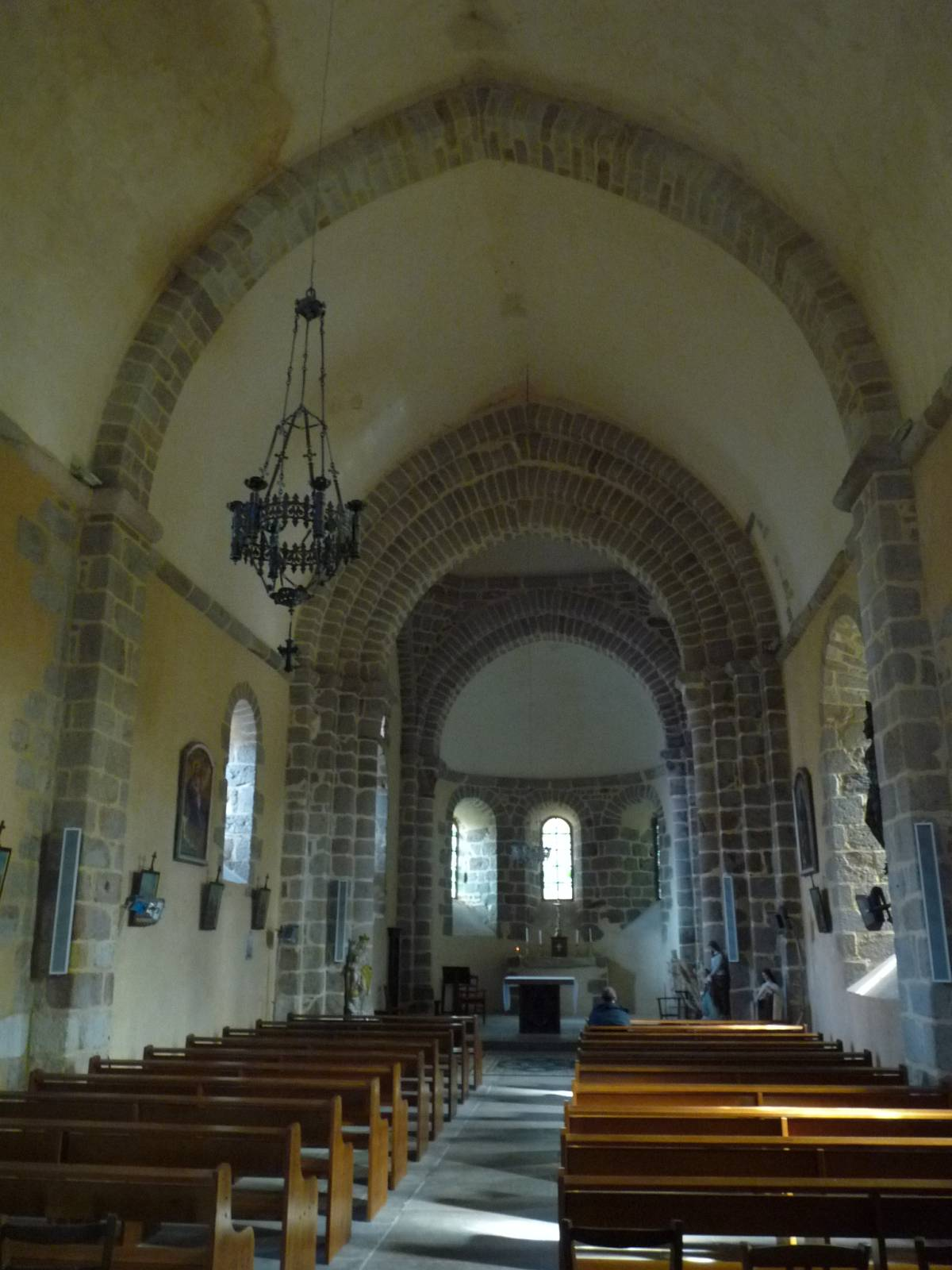
Интерьер церкви Сен-Марсьяль
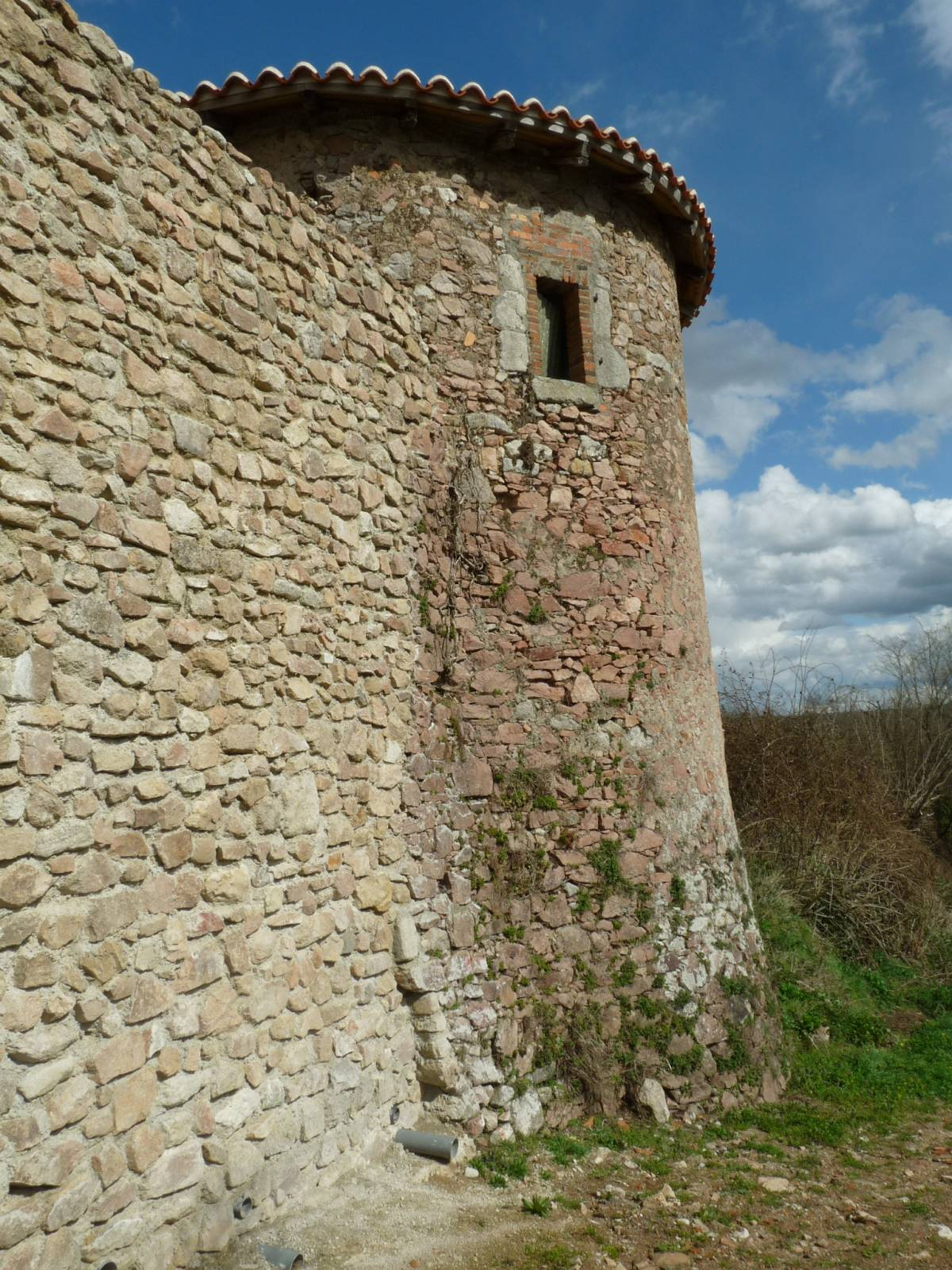
Башня
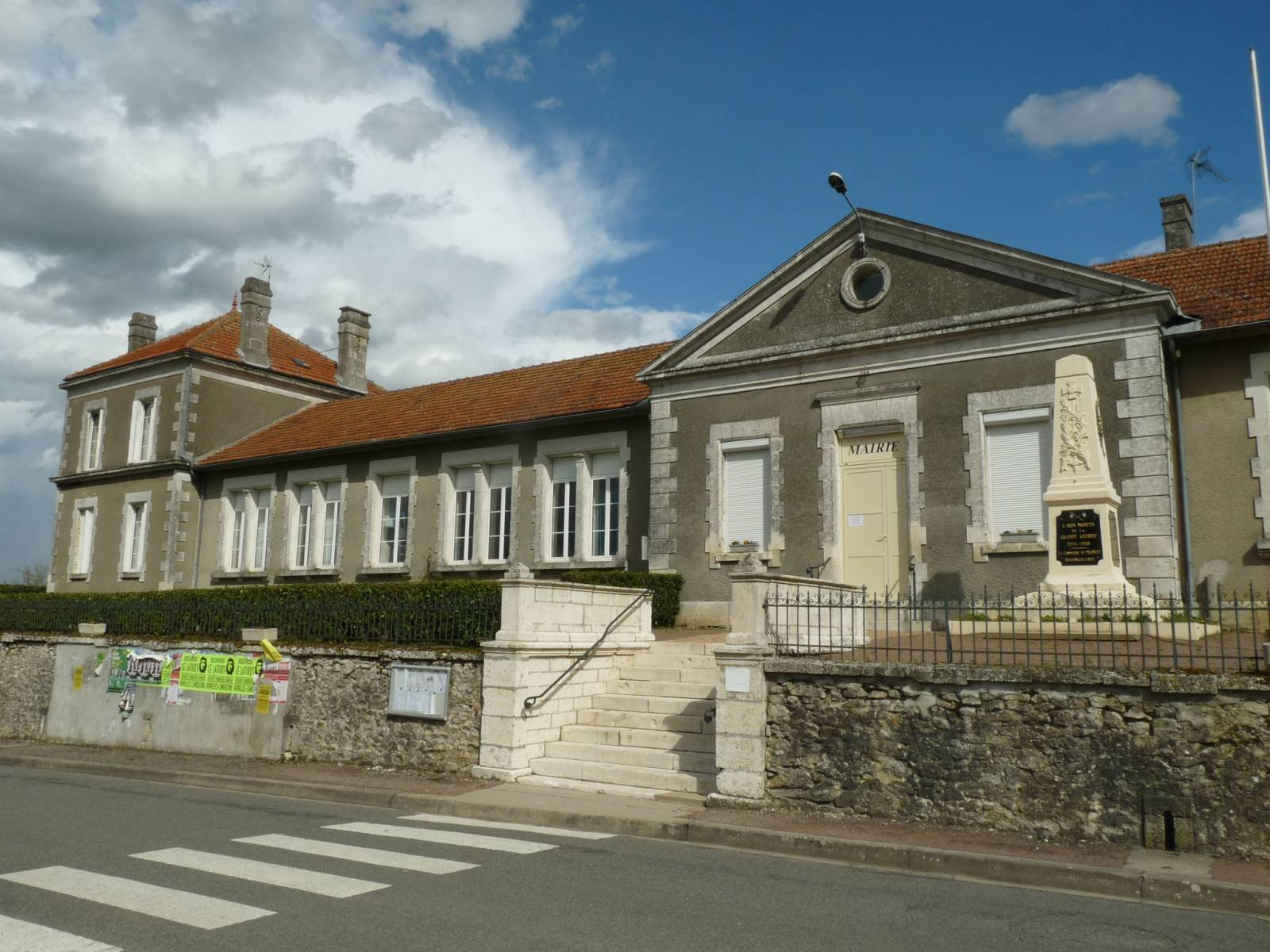
Мэрия